# Božični studenec
Božični studenec je kratka proza Ivana Sivca iz leta 2004. Ilustriral jo je Uroš Hrovat.

## Analiza
Kratka proza Ivana Sivca Božični studenec je izšla v Zbirki Srečna Družina. Zgodbo pripoveduje ena od glavnih književnih oseb, Tina Erjavec, kot vsevedni pripovedovalec. Glavni literarni liki so člani srečne oziroma smešne družine Erjavec. Oče Janez mama Maša ter njun devetletni sin Jernej največkrat poimenovan kar Nejc in trinajstletna hčerka Tina. Avtor je zgodbo zasnoval na raziskovalni nalogi o božiču, ki jo je dobila Tina v šoli za domačo nalogo čez božično-novoletne praznike leta 2003, kar je književni čas v literarnem delu. Dogajalni prostor je gozd, hiša družine Erjavec in babice, mesto in cerkev. Člani družine Erjavec in stranski literarni liki, ki so: babica, policisti in gasilci, sosed, domači župnik, moški pred cerkvijo in moški na ulici, so Tini pričarali pravo božično vzdušje na podlagi katerega je napisala svojo raziskovalno nalogo.

## Vir
- Sivec, Ivan: Božični studenec. Ljubljana: Karantanija, 2004 (COBISS)